# Manta
A Manta a porcos halak (Chondrichthyes) osztályának sasrájaalakúak (Myliobatiformes) rendjébe, ezen belül a sasrájafélék (Myliobatidae) családjába tartozó egykoron önálló neme volt, amely magába foglalta a ma élő két legnagyobb méretű ráját: Manta alfredit és az atlanti ördögráját (Manta birostris). Az idetartozó két fajt, a legújabb kutatások következtében a Mobula porcoshal-nembe sorolták át; így a Manta a Mobula szinonimájává vált.

## Források

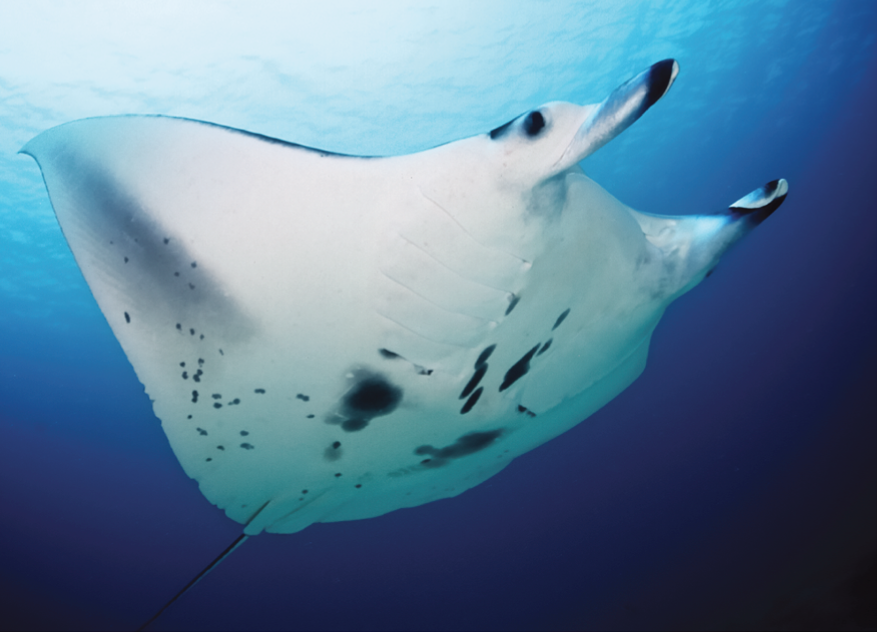
Mobula alfredi